# Mertensia pilosa
Mertensia pilosa là loài thực vật có hoa trong họ Mồ hôi. Loài này được (Cham.) G. Don mô tả khoa học đầu tiên năm 1838.